# Billel Dziri
Billel Dziri (en árabe: بلال دزيري‎; Argel, Argelia, 21 de enero de 1972) es un exfutbolista y entrenador de fútbol de Argelia que jugaba en la posición de centrocampista. Actualmente es el entrenador del ES Ben Aknoun.

## Carrera

### Club
| Periodo   | Club           |
| --------- | -------------- |
| 1990-1995 | NA Hussein Dey |
| 1995-1998 | USM Alger      |
| 1998-1999 | ES Sahel       |
| 1999      | USM Alger      |
| 1999-2000 | CS Sedan       |
| 2000-2007 | USM Alger      |
| 2007      | Al-Sadd SC     |
| 2007-2010 | USM Alger      |

### Selección nacional
Estuvo involucrado en el proceso de selecciones nacionales desde la categoría sub-20 llegando a jugar en los Juegos Mediterráneos de 1991. Debutó con Argelia el 23 de septiembre de 1992 en el empate 1-1 ante Túnez en un partidos amistoso. Su primer gol internacional lo anotó el 24 de enero de 1993 en la victoria por 4-1 ante Guinea-Bisáu en Bissau por la clasificación para la Copa Africana de Naciones de 1994, partido donde anotó dos goles.
Dziri participó en cuatro ediciones de la Copa Africana de Naciones. siendo seleccionado en el equipo ideal en la edición de 2000 junto a Jay-Jay Okocha y Samuel Eto'o. Su último partido internacional lo jugó el 19 de junio de 2005 en el empate 2-2 ante Zimbabue por la clasificación de CAF para la Copa Mundial de Fútbol de 2006. Dziri jugó 87 partidos internacionales y anotó 10 goles.
| N.º | Fecha      | Sede                                          | Rival        | Marcador | Resultado | Torneo                                                  |
| --- | ---------- | --------------------------------------------- | ------------ | -------- | --------- | ------------------------------------------------------- |
| 1   | 24-1-1993  | Estádio 24 de Setembro, Bissau, Guinea-Bissau | Guinea-Bisáu | 3–1      | 4–1       | Clasificación para la Copa Africana de Naciones de 1994 |
| 2   | 24-1-1993  | Estádio 24 de Setembro, Bissau, Guinea-Bissau | Guinea-Bisáu | 4–1      | 4–1       | Clasificación para la Copa Africana de Naciones de 1994 |
| 3   | 8-1-1995   | Stade du 5 Juillet, Algiers, Argelia          | Egipto       | 1–0      | 1–0       | Clasificación para la Copa Africana de Naciones de 1996 |
| 4   | 30-11-1995 | Stade Omar Bongo, Libreville, Gabón           | Gabón        | 1–0      | 1–2       | Amistoso                                                |
| 5   | 24-1-1996  | EPRU Stadium, Port Elizabeth, Sudáfrica       | Burkina Faso | 2–0      | 2–1       | Copa Africana de Naciones 1996                          |
| 6   | 15-2-1998  | Stade Municipal, Uagadugú, Burkina Faso       | Camerún      | 1–0      | 1–2       | Copa Africana de Naciones 1998                          |
| 7   | 2-10-1998  | Nakivubo Stadium, Kampala, Uganda             | Uganda       | 1–1      | 1–2       | Clasificación para la Copa Africana de Naciones de 2000 |
| 8   | 29-1-2000  | Baba Yara Stadium, Kumasi, Ghana              | Gabón        | 3–0      | 3–1       | Copa Africana de Naciones 2000                          |
| 9   | 5-12-2000  | Estadio 19 de Mayo de 1956, Annaba, Argelia   | Rumania      | 1–1      | 3–2       | Amistoso                                                |
| 10  | 14-1-2002  | Stade du 5 Juillet, Algiers, Argelia          | Benín        | 4–0      | 4–0       | Amistoso                                                |

### Entrenador
| Periodo   | Club                  |
| --------- | --------------------- |
| 2011-2015 | USM Alger             |
| 2015-2016 | RC Arbaâ              |
| 2016-2017 | WA Boufarik           |
| 2017-2018 | NA Hussein Dey        |
| 2018-2019 | CA Bordj Bou Arréridj |
| 2019-2020 | USM Alger             |
| 2020-2021 | CA Bordj Bou Arréridj |
| 2021      | NA Hussein Dey        |
| 2023      | ES Sétif              |
| 2023-     | ES Ben Aknoun         |

## Logros

### Jugador
- Championnat National de Première Division (4): 1995-96, 2001-02, 2002-03, 2004-05
- Copa de Argelia (5): 1996-97, 1998-99, 2000-01, 2002-03, 2003-04
- Supercopa de la CAF (1): 1998
- Copa del Emir de Catar (1): 2007
- Copa Príncipe de la Corona de Catar (1): 2007

### Individual
- Equipo Ideal de la Copa Africana de Naciones: 2000
- Futbolista Argelino del Año: 2005 [4]